# Ходжиева, Ойдин
Ойдин (Айдын) Ходжиева (Хожиева) (узб. Oydin Hojiyeva; 22 апреля 1942, Бухара — 14 мая 2023, Ташкент) — советская и узбекская поэтесса, народная поэтесса Узбекистана.

## Биография
Родилась в селе (кишлаке) Ходжайи Бустон Кизилтепанского района Бухарской области 22 апреля 1942 года. 
Окончила филологический (по другим данным философский) факультет ТашГУ. 
Работала литературным сотрудником и заведующей отделом в журнале «Шарк юлдузи», а затем главным редактором журналов «Гюльхан» и «Саодат».
Первый сборник поэзии увидел свет в 1971 году. Поэзия переведена на многие языки.
Умерла 14 мая 2023 года.

### Награды
Награждена орденом «Уважение Отечества» (1999)

### Сочинения
- Утренняя роса [Текст] : Стихи и поэма ["Вдова солдата"] / [Пер. с узб. Р. Казаковой] ; [Ил.: А. Кива]. - Ташкент : Изд-во лит. и искусства, 1973. - 95 с. : ил.; 14 см.
- Милая мама : Стихи и повесть в стихах / Айдын Ходжиева; [Худож. И. Тахтаев]. - Ташкент : Изд-во лит. и искусства, 1983. - 304 с. : 3 л. цв. ил.; 17 см.
- Звезды надежды : Стихи / Ойдин Ходжиева. - Ташкент : Еш гвардия, 1989. - 78,[1] с. : ил.; 17 см. - (Узб. сов. поэзия).; ISBN 5-633-00202-4 : 35 к.
- Ищу родники : [О труженицах УзССР] / Ойдин Ходжиева. - Ташкент : Узбекистан, 1986. - 94,[2] с. : портр.; 17 см.
- Основа : Стихи и поэма : Пер. с узб. / Ойдин Ходжиева; [Худож. В. Катанов]. - Москва : Сов. писатель, 1987. - 110,[1] с. : ил.; 17 см.
- Урюковая косточка : [Стихи и поэма]. Авториз. пер. с узб. / Айдын Ходжиева; [Худож. А. Катин]. - Москва : Мол. гвардия, 1985. - 62 с. : ил.; 16 см.
- Жаворонок : Стихи и поэмы. [Пер. с узб.] / Айдын Ходжиева; Худож. В. Ремнев]. - Ташкент : Изд-во лит. и искусства, 1984. - 126 с. : ил.; 17 см. - (Б-ка узб. сов. поэзии).
- Основа : [Стихи] / Айдин Хаджиева. - Ташкент : Изд-во лит. и искусства, 1988. - 142,[1] с.; 17 см.; ISBN 5-635-00024-X : 55 к.